# Ревки (Сумская область)
Ревки (укр. Ревки) — село,
Бишкинский сельский совет,
Лебединский район,
Сумская область,
Украина.
Код КОАТУУ — 5922980403. Население по переписи 2001 года составляло 117 человек .

## Географическое положение
Село Ревки находится на берегу реки Ревки в месте слияния её с рекой Легань,
выше по течению на расстоянии в 0,5 км расположено село Щетины,
ниже по течению на расстоянии в 2,5 км расположено село Бишкинь.
К селу примыкает лесной массив (сосна, дуб).
По селу протекает пересыхающий ручей с запрудой.

## Достопримечательности
- Братская могила советских воинов.